# Agriotes leucophaeatus
Agriotes leucophaeatus is een keversoort uit de familie kniptorren (Elateridae). De wetenschappelijke naam van de soort is voor het eerst geldig gepubliceerd in 1873 door Candèze.